# Laser Standard
 For alternative betydninger, se Laser (flertydig). (Se også artikler, som begynder med Laser)
Laser Standard er en jolletype, der typisk sejles folk over 60 kg. Den er 4,3 meter lang og 1,4 meter bred og vejer 65 kg. LYS: 1,21. I hård vind sejles den bedst af folk over 80 kg. Den har siden 1996 været en olympisk klasse i mixed sejlads som et modstykke til kvindernes Europajolle og mændenes Finnjolle.
En af de mest populære enpersoners jolletyper i verden er Laser Standard.
Den er i nær familie med Laser Radial og Laser 4.7, der kan betegnes som dens lillesøstre. Det forholder sig sådan, at de nævnte laserjoller har samme skrog, bom og topmast, mens sejlet og bundmasten skiftes ud alt efter sejlerens vægt.
Laser Standard er en hurtig jolle grundet dens lette vægt og relativt store sejlareal. En lettere øvet sejler kan få den til at plane på rumskøds kurser.
Normalt refererer navnet "Laser" til "Laser Standard," men det kan være lidt forvirrende, da en serie af forskellige skrog er designet og forhandlet under familienavnet Laser, for eksempel Laser Pico.